# Haliplus eximius
Haliplus eximius (лат.) — вид жесткокрылых насекомых из семейства плавунчики. Распространён в Японии, Китае, Корее и Юго-Восточной Азии. Длина тела имаго около 4 мм. От близких видов отличается следующими признаками: голова, переднеспинка и надкрылья без чёрных отметин. Пенис полностью тонкий, вершина острая. Пронотум без plicae (короткие бороздки на базально-средней части). Этот вид обычно обитает в прудах, и взрослые особи были собраны на мелководье. Личинки питаются харовыми водорослями (Characeae).